# Lassouts
Lassouts est une commune française, située dans le département de l'Aveyron en région Occitanie.
Le patrimoine architectural de la commune comprend deux  immeubles protégés au titre des monuments historiques : l'église Saint-Jacques, classée en 1927, et la chapelle du château de Roquelaure, classée en 1981.

## Géographie

### Généralités

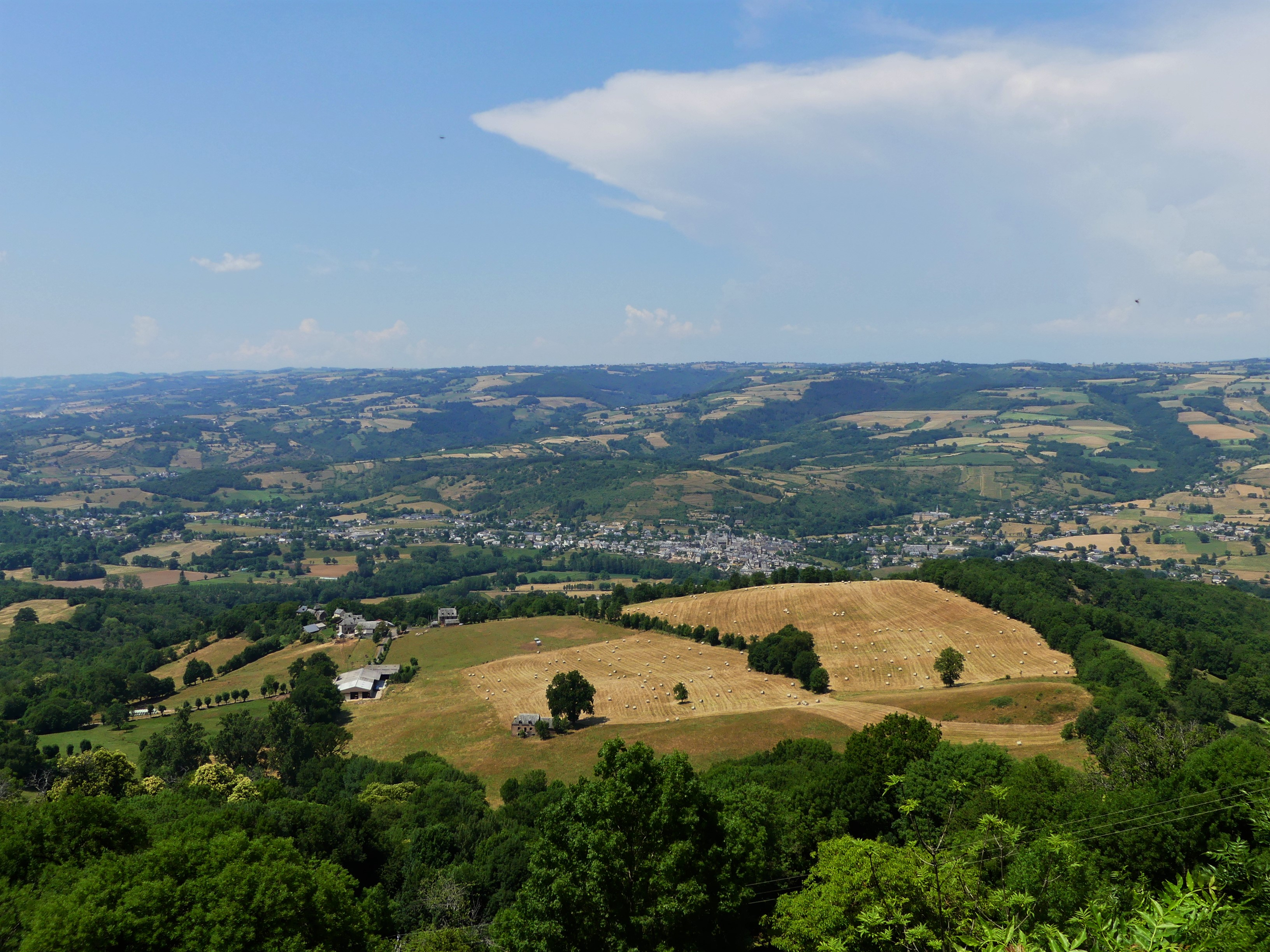
Vue sur la vallée du Lot et Saint-Côme-d'Olt depuis Roquelaure.

Dans le quart nord-est du département de l'Aveyron, la commune de Lassouts s'étend sur 30,74 km2. Bordée au nord-est et au nord sur environ dix kilomètres par le Lot, dont une partie importante dans la retenue du barrage de Castelnau-Lassouts, elle est arrosée par son affluent, le Dourdou de Conques, qui prend sa source sur le territoire communal.
L'altitude minimale, 360 mètres, se trouve à l'extrême-nord, là où le Lot quitte la commune et sert de limite entre celles de Castelnau-de-Mandailles et Saint-Côme-d'Olt. L'altitude maximale avec 863 mètres est localisée à l'est, sur les pentes du Puy de Campèch, en limite de la commune de Sainte-Eulalie-d'Olt.
Le bourg de Lassouts, traversé par la route départementale (RD) 6, se situe, en distances orthodromiques, neuf kilomètres au sud-est d'Espalion.
Le territoire communal est également desservi par les RD 59, 206, 306 et 664.
Le sentier de grande randonnée GR 620 traverse ou longe le territoire communal au nord-ouest, sur environ quatre kilomètres.

### Communes limitrophes
Lassouts est limitrophe de six autres communes.
Les communes limitrophes sont Castelnau-de-Mandailles, Palmas d'Aveyron, Espalion, Gabriac, Saint-Côme-d'Olt et Sainte-Eulalie-d'Olt.
| Saint-Côme-d'Olt |                  | Castelnau-de-Mandailles |
| Espalion         | Lassouts         |                         |
| Gabriac          | Palmas-d'Aveyron | Sainte-Eulalie-d'Olt    |

### Hydrographie

#### Réseau hydrographique

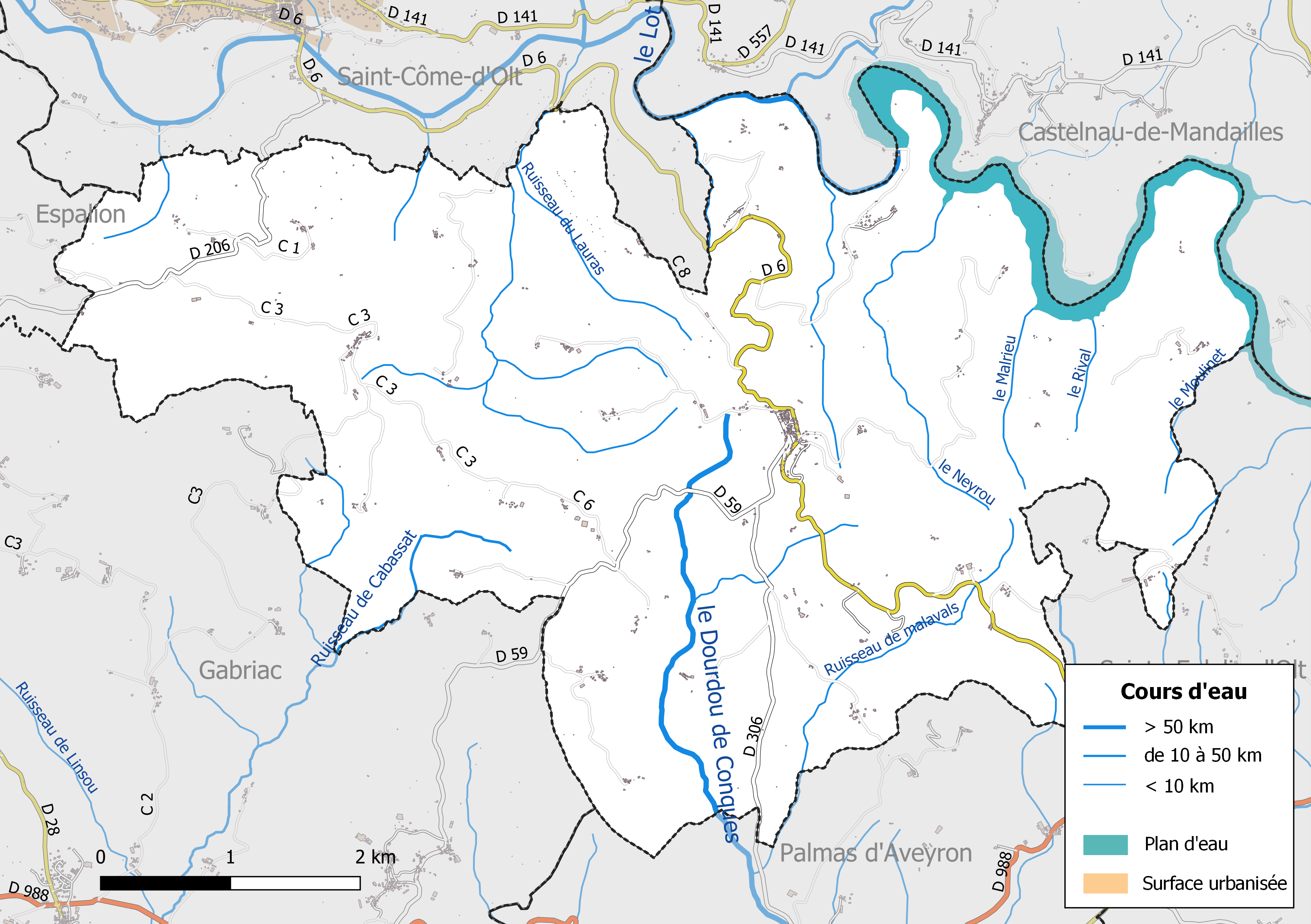
Réseaux hydrographique et routier de Lassouts.

La commune est drainée par le Lot, le Dourdou de Conques, le ruisseau de Cabassat, le Malrieu, le Moulinet, le Neyrou, le Rival, le ravin de Mas Nouvel, le ruisseau de Bertouyre, le ruisseau de malavals, le ruisseau du Lauras et par divers petits cours d'eau.
Le Lot prend sa source à 1272 m d’altitude sur la montagne du Goulet (nord du Mont Lozère), dans la commune de Cubières (48), et se jette  dans la Garonne à Monheurt (47), après avoir parcouru 484 km et traversé 129 communes.
Le Dourdou de Conques, d'une longueur totale de 83,7 km, prend sa source au sud du village de Lassouts et se jette  dans le Lot à Grand-Vabre, après avoir arrosé 12 communes.
La retenue de Castelnau-Lassouts est un lac de retenue lié au barrage de Castelnau-Lassouts. Longue de quinze kilomètres, elle s'étend sur 2,18 km2. Outre les deux communes entre lesquelles est érigé le barrage, elle baigne également Prades-d'Aubrac, Sainte-Eulalie-d'Olt et Saint-Geniez-d'Olt. Elle est également alimentée par une quinzaine de petits ruisseaux, dont le plus important est le Merdanson.

#### Gestion des cours d'eau
Afin d’atteindre le bon état des eaux imposé par la Directive-cadre sur l'eau du 23 octobre 2000, plusieurs outils de gestion intégrée s’articulent à différentes échelles pour définir et mettre en œuvre un programme d’actions de réhabilitation et de gestion des milieux aquatiques : le SDAGE (Schéma directeur d'aménagement et de gestion des eaux), à l’échelle du bassin hydrographique, et le SAGE (Schéma d'aménagement et de gestion des eaux), à l’échelle locale. Ce dernier fixe les objectifs généraux d’utilisation, de mise en valeur et de protection quantitative et qualitative des ressources en eau superficielle et souterraine. Trois SAGE sont mis en œuvre dans le département de l'Aveyron.
La commune fait partie du SAGE Lot amont, approuvé le 15 décembre 2015, au sein du SDAGE Adour-Garonne. Le périmètre de ce SAGE concerne le bassin d'alimentation du Lot depuis sa source jusqu'à Entraygues-sur-Truyère dans l'Aveyron, où il reçoit la Truyère en rive droite. Il couvre ainsi 91 communes, sur deux départements (Lozère et Aveyron) et 2 régions – une superficie de 2 616 km2 et 1 400 km de cours d'eau permanents auxquels s'ajoutent jusqu'à 576 km de cours d'eau temporaires,. Le pilotage et l’animation du SAGE sont assurés par le Syndicat mixte Lot-Dourdou (SMLD), qualifié de « structure porteuse ». Cet organisme a été créé le 1er janvier 2014 par rapprochement de trois syndicats de rivières et est constitué de quatorze communautés de communes.

### Climat
Pour des articles plus généraux, voir Climat de l'Occitanie et Climat de l'Aveyron.
En 2010, le climat de la commune est de type climat océanique altéré, selon une étude s'appuyant sur une série de données couvrant la période 1971-2000. En 2020, Météo-France publie une typologie des climats de la France métropolitaine dans laquelle la commune est exposée à un climat de montagne et est dans la région climatique Sud-est du Massif Central, caractérisée par une pluviométrie annuelle de 1 000 à 1 500 mm, minimale en été, maximale en automne.
Pour la période 1971-2000, la température annuelle moyenne est de 10,7 °C, avec une amplitude thermique annuelle de 15,6 °C. Le cumul annuel moyen de précipitations est de 1 178 mm, avec 12 jours de précipitations en janvier et 6,5 jours en juillet. Pour la période 1991-2020, la température moyenne annuelle observée sur la station météorologique la plus proche, située sur la commune de Saint-Côme-d'Olt à 5 km à vol d'oiseau, est de 12,5 °C et le cumul annuel moyen de précipitations est de 951,5 mm,. Pour l'avenir, les paramètres climatiques de la commune estimés pour 2050 selon différents scénarios d'émission de gaz à effet de serre sont consultables sur un site dédié publié par Météo-France en novembre 2022.

### Milieux naturels et biodiversité

#### Sites Natura 2000

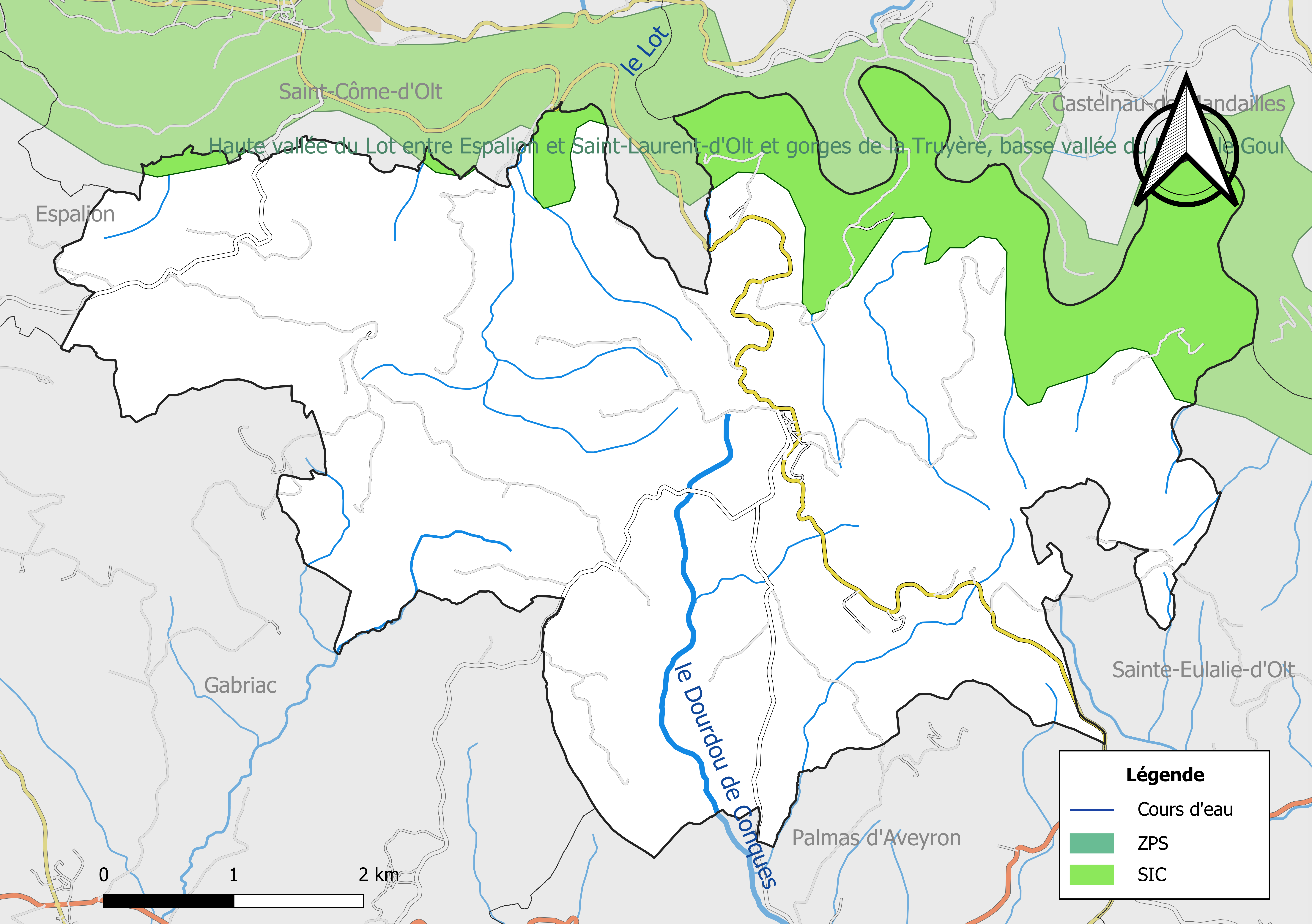
Sites Natura 2000 sur le territoire communal.

Le réseau Natura 2000 est un réseau écologique européen de sites naturels d’intérêt écologique élaboré à partir des Directives « Habitats » et « Oiseaux ». Ce réseau est constitué de Zones spéciales de conservation (ZSC) et de Zones de protection spéciale (ZPS). Dans les zones de ce réseau, les États Membres s'engagent à maintenir dans un état de conservation favorable les types d'habitats et d'espèces concernés, par le biais de mesures réglementaires, administratives ou contractuelles.
Un site Natura 2000 a été défini sur la commune au titre de la « directive Habitats » : 
La « Haute vallée du Lot entre Espalion et Saint-Laurent-d'Olt et gorges de la Truyère, basse vallée du Lot et le Goul », d'une superficie de 5 653 ha, comprend une partie de la vallée du Lot ainsi que deux de ses affluents : la Truyère et le Goul. Le site est remarquable d'une part du fait de la présence de deux espèces d'intérêt communautaire, la Loutre d'Europe et le Chabot, et de plusieurs habitats aquatiques et forestiers d'intérêts communautaires qui se rapportent aux trois entités paysagères du site.

#### Zones naturelles d'intérêt écologique, faunistique et floristique
L’inventaire des zones naturelles d'intérêt écologique, faunistique et floristique (ZNIEFF) a pour objectif de réaliser une couverture des zones les plus intéressantes sur le plan écologique, essentiellement dans la perspective d’améliorer la connaissance du patrimoine naturel national et de fournir aux différents décideurs un outil d’aide à la prise en compte de l’environnement dans l’aménagement du territoire.
Le territoire communal de Lassouts comprend une ZNIEFF de type 1,, 
la « Rivière Lot (partie Aveyron) » (2 552 ha), couvrant 33 communes dont 30 dans l'Aveyron, 2 dans le Cantal et 1 dans la Lozère
, et une ZNIEFF de type 2,, 
la « Vallée du Lot (partie Aveyron) » (19 239 ha), qui s'étend sur 47 communes dont 39 dans l'Aveyron, 5 dans le Cantal, 2 dans le Lot et 1 dans la Lozère.

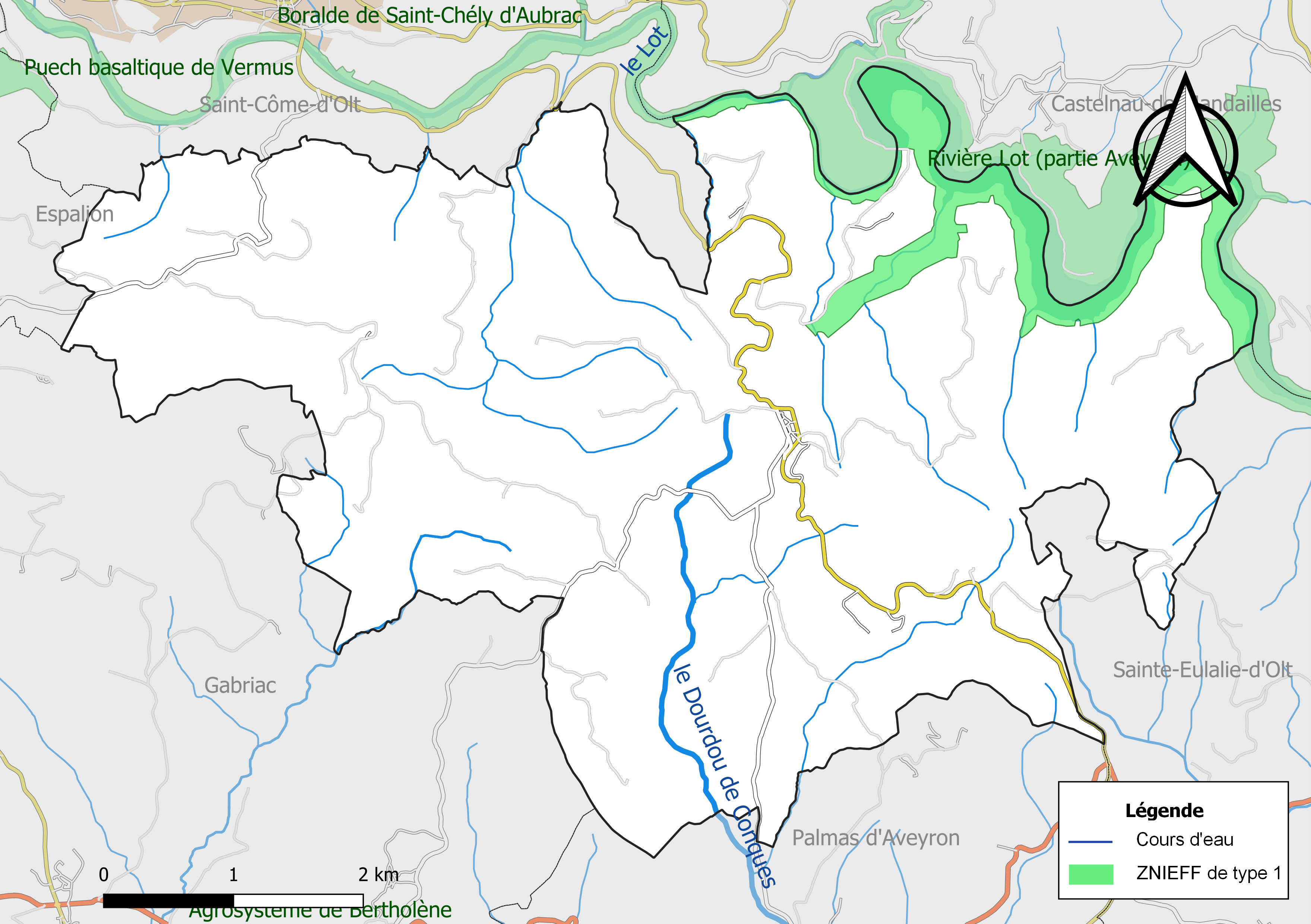
Carte de la ZNIEFF de type 1 de la commune.
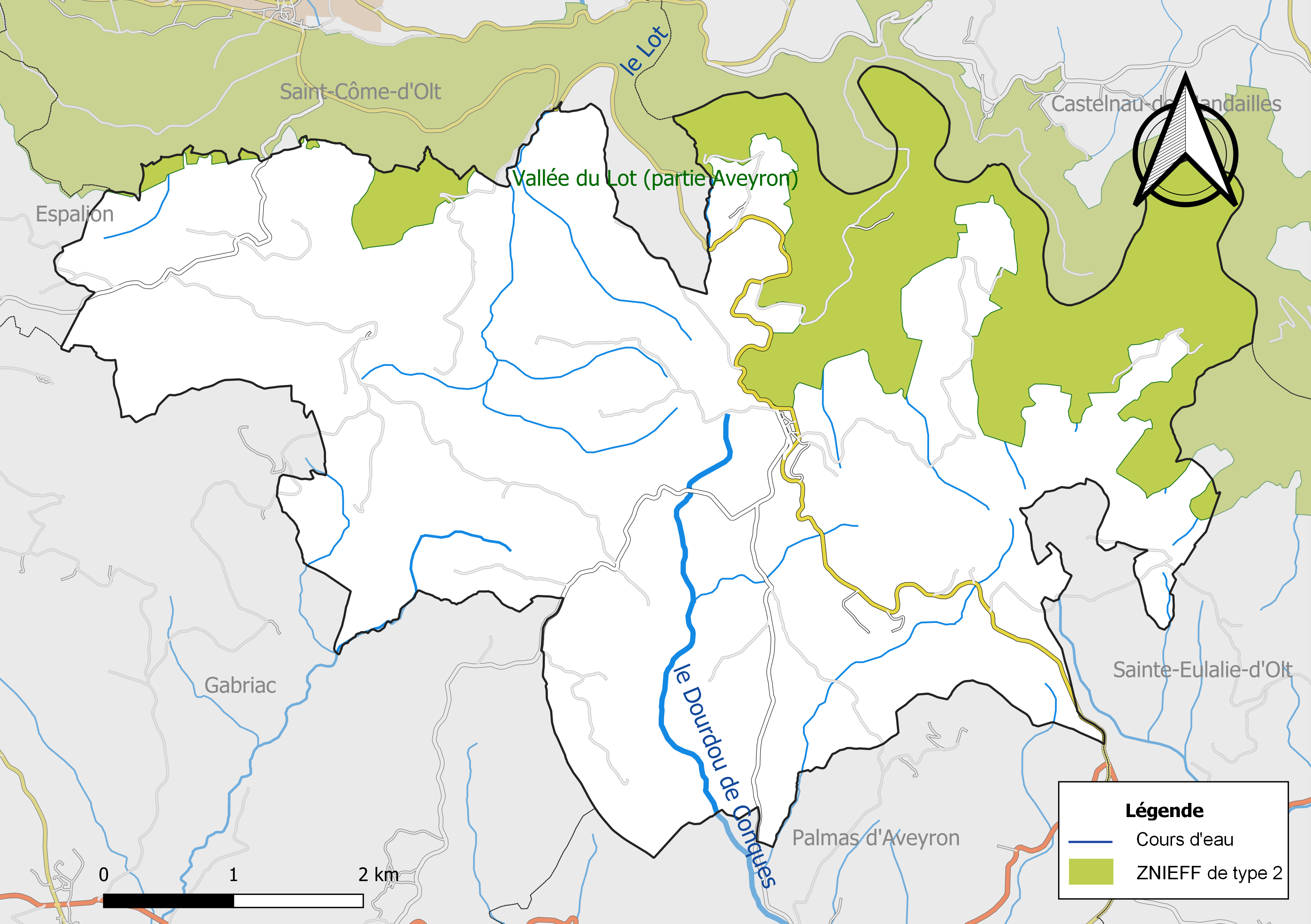
Carte de la ZNIEFF de type 2 de la commune.

## Urbanisme

### Typologie
Au 1er janvier 2024, Lassouts est catégorisée commune rurale à habitat très dispersé, selon la nouvelle grille communale de densité à 7 niveaux définie par l'Insee en 2022.
Elle est située hors unité urbaine. Par ailleurs la commune fait partie de l'aire d'attraction d'Espalion, dont elle est une commune de la couronne,. Cette aire, qui regroupe 7 communes, est catégorisée dans les aires de moins de 50 000 habitants,.

### Occupation des sols

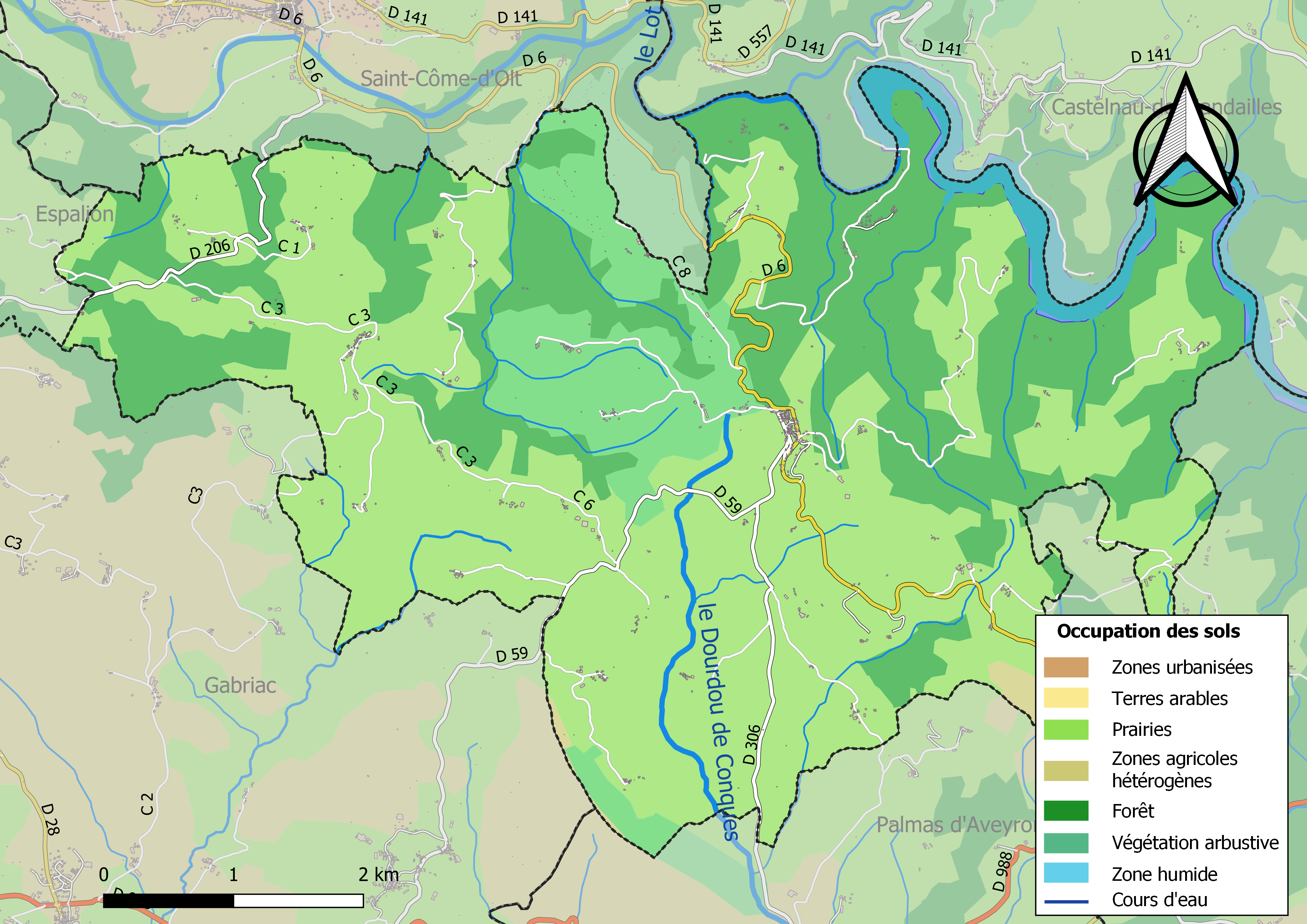
Infrastructures et occupation des sols de la commune de Lassouts.

L'occupation des sols de la commune, telle qu'elle ressort de la base de données européenne d’occupation biophysique des sols Corine Land Cover (CLC), est marquée par l'importance des territoires agricoles (55,8 % en 2018), en augmentation par rapport à 1990 (54,2 %). La répartition détaillée en 2018 est la suivante : 
prairies (55,2 %), forêts (32,7 %), milieux à végétation arbustive et/ou herbacée (9,3 %), eaux continentales (2,2 %), zones agricoles hétérogènes (0,6 %).

### Planification
La commune disposait en 2017 d'une carte communale approuvée.

### Risques majeurs
Le territoire de la commune de Lassouts est vulnérable à différents aléas naturels : inondations, climatiques (hiver exceptionnel ou canicule), feux de forêts et séisme (sismicité faible).
Il est également exposé à un risque technologique, et la rupture d'un barrage, et à deux risques particuliers, les risques radon et minier,.

#### Risques naturels

Zones inondables de la commune de Lassouts.

Certaines parties du territoire communal sont susceptibles d’être affectées par le risque d’inondation par débordement du Lot. Les dernières grandes crues historiques, ayant touché plusieurs parties du département, remontent aux 3 et 4 décembre 2003 (dans le bassin du Lot, de l'Aveyron, du Viaur et du Tarn) et au 28 novembre 2014 (bassins de la Sorgues et du Dourdou). Ce risque est pris en compte dans l'aménagement du territoire de la commune par le biais du Plan de prévention du risque inondation (PPRI) Lot amont 3, approuvé le 23 février 2011.
Le Plan départemental de protection des forêts contre les incendies découpe le département de l’Aveyron en sept « bassins de risque » et définit une sensibilité des communes à l’aléa feux de forêt (de faible à très forte). La commune est classée en sensibilité faible.

#### Risques technologiques
Dans le département de l'Aveyron on dénombre huit grands barrages susceptibles d’occasionner des dégâts en cas de rupture. La commune fait partie des 64 communes susceptibles d’être touchées par l’onde de submersion consécutive à la rupture d’un de ces barrages.

#### Risques particuliers
La commune est concernée par le risque minier, principalement lié à l’évolution des cavités souterraines laissées à l’abandon et sans entretien après l’exploitation des mines.
Dans plusieurs parties du territoire national, le radon, accumulé dans certains logements ou autres locaux, peut constituer une source significative d’exposition de la population aux rayonnements ionisants. Toutes les communes du département sont concernées par le risque radon à un niveau plus ou moins élevé. Selon le dossier départemental des risques majeurs du département établi en 2013, la commune de Lassouts est classée à risque moyen à élevé. Un décret du 4 juin 2018 a modifié la terminologie du zonage définie dans le code de la santé publique et a été complété par un arrêté du 27 juin 2018 portant délimitation des zones à potentiel radon du territoire français. La commune est désormais en zone 3, à savoir zone à potentiel radon significatif.

## Toponymie
Lassouts est un nom typiquement occitan, « Las Sots » (prononcer 'soutts'), et désigne des abris pour les cochons. L'origine du mot est sans doute gauloise, sutegia, le mot latin correspondant étant suile.
Durant la Révolution, la commune porte le nom de Montrouge.

## Histoire

### Préhistoire
Des galets aménagés, outils du Paléolithique (environ 100 000 ans), ont été découverts près du hameau de Roquelaure.

### Antiquité
Aux environs immédiats de Lassouts, dans la vallée du Dourdou, ont été repérés plusieurs sites contenant des vestiges gallo-romains (tegulae, fragments d’amphores, meule, bas-fourneaux métallurgiques).

### Moyen Âge
Bénéfice de l’église « Sancti Jacobi de Sudibus » ancien nom de Saint-Jacques de Lassouts. En 1147, le prieuré de Lassouts fut donné au chapitre cathédral de Rodez par le pape Eugène III.
Les seigneurs de Lassouts, sous l’Ancien Régime, se partageaient des droits sur l’actuel territoire de la commune de Lassouts. Le village et une grande partie de la paroisse de Lassouts appartenaient au domaine du chapitre cathédral de Rodez. Depuis 1310, la justice appartient au roi en paréage avec le chapitre. En 1786, le roi céda ses droits sur Lassouts aux Roquelaure de Bessuéjouls.
Le hameau de Roquelaure et la paroisse de Notre-Dame d’Albillac dépendaient de la famille de Roquelaure de Bessuéjouls, cette seigneurie était suzeraine de la puissante baronnie de Calmont d’Olt près d’Espalion. La Dômerie d’Aubrac avait des droits (taille, justice), sur les hameaux situés le long de la vallée du Lot (Le Cros, le Poujet La Fage, Le Gua, Saint-Savy (Sant-Sabi ou lo Gleial "le lieu de l'église"]…). En 1326 Lassouts était nommé Castri de Sudibus qui pourrait se traduire par « le Fort de Lassouts », en effet en ces temps-là Lassouts était entouré de murailles à l’intérieur desquelles s’appuyaient les maisons. Aujourd’hui encore nous pouvons voir les traces de ces murailles dans le village. Les chanoines possédaient une résidence à Lassouts, où ils venaient se retirer, il s’agit de la maison que l’on nomme de nos jours le château. Roquelaure dépend de la paroisse de Notre-Dame d’Albiac, village situé en contrebas du château, l’église contient une très belle vierge (en noyer) du XVe siècle.

### Époque contemporaine
Entre 1790 et 1794, la commune voisine de Saint-Saby est réunie à celle de Lassouts.

En 1837, la commune de Lassouts absorbe celle de Roquelaure peuplée de 200 habitants au recensement de 1800.
Elle comprend les paroisses de Lassouts et de Notre-Dame d’Albiac, auparavant ce territoire appartenait à la commune de Gabriac.[réf. souhaitée]

## Politique et administration

### Découpage territorial
La commune de Lassouts est membre de la communauté de communes Comtal Lot et Truyère, un établissement public de coopération intercommunale (EPCI) à fiscalité propre créé le 1er janvier 2017 dont le siège est à Espalion. Ce dernier est par ailleurs membre d'autres groupements intercommunaux.
Sur le plan administratif, elle est rattachée à l'arrondissement de Rodez, au département de l'Aveyron et à la région Occitanie. Sur le plan électoral, elle dépend du  canton de Lot et Palanges pour l'élection des conseillers départementaux, depuis le redécoupage cantonal de 2014 entré en vigueur en 2015, et de la première circonscription de l'Aveyron  pour les élections législatives, depuis le dernier découpage électoral de 2010.

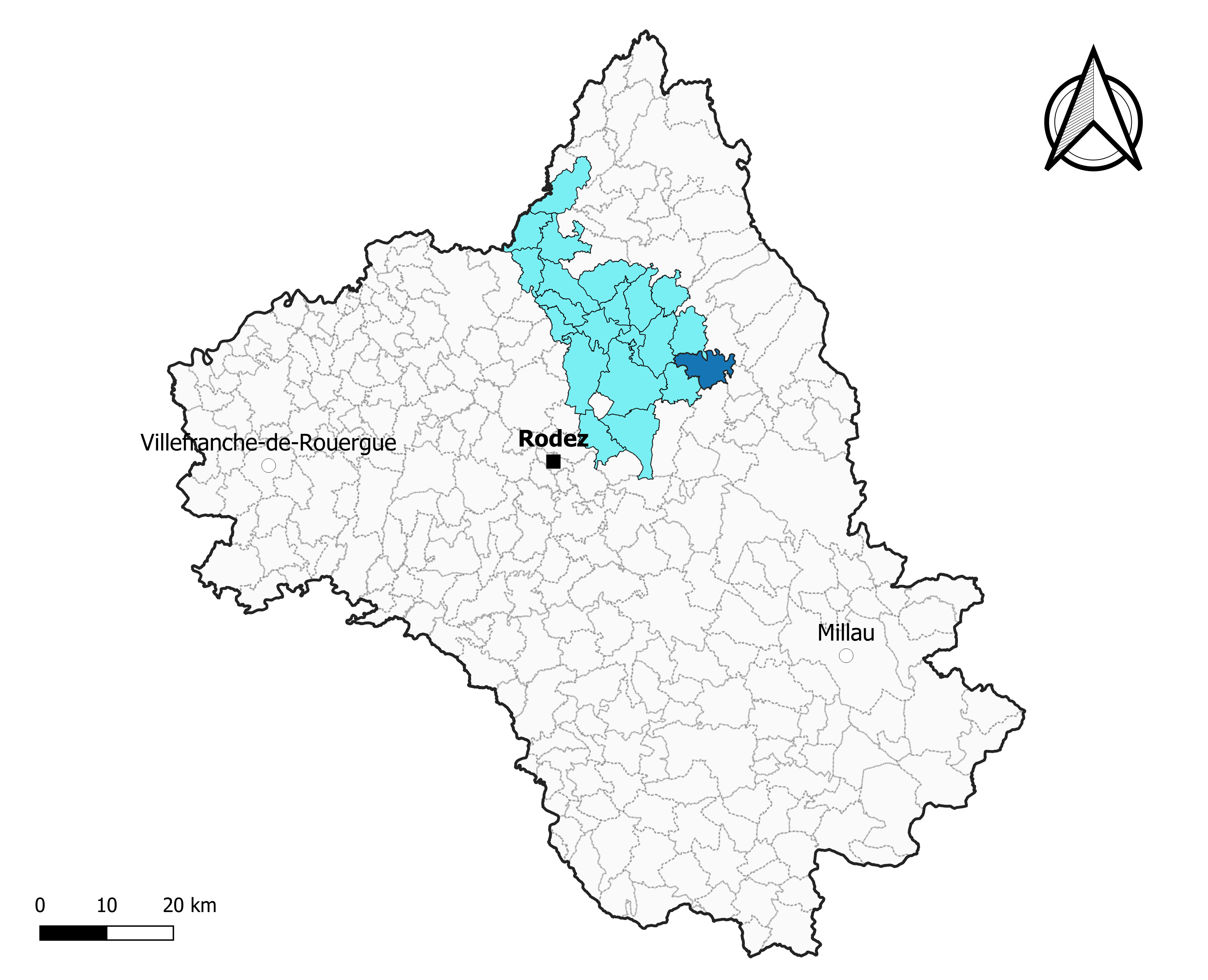
Lassouts dans l'intercommunalité en 2020.
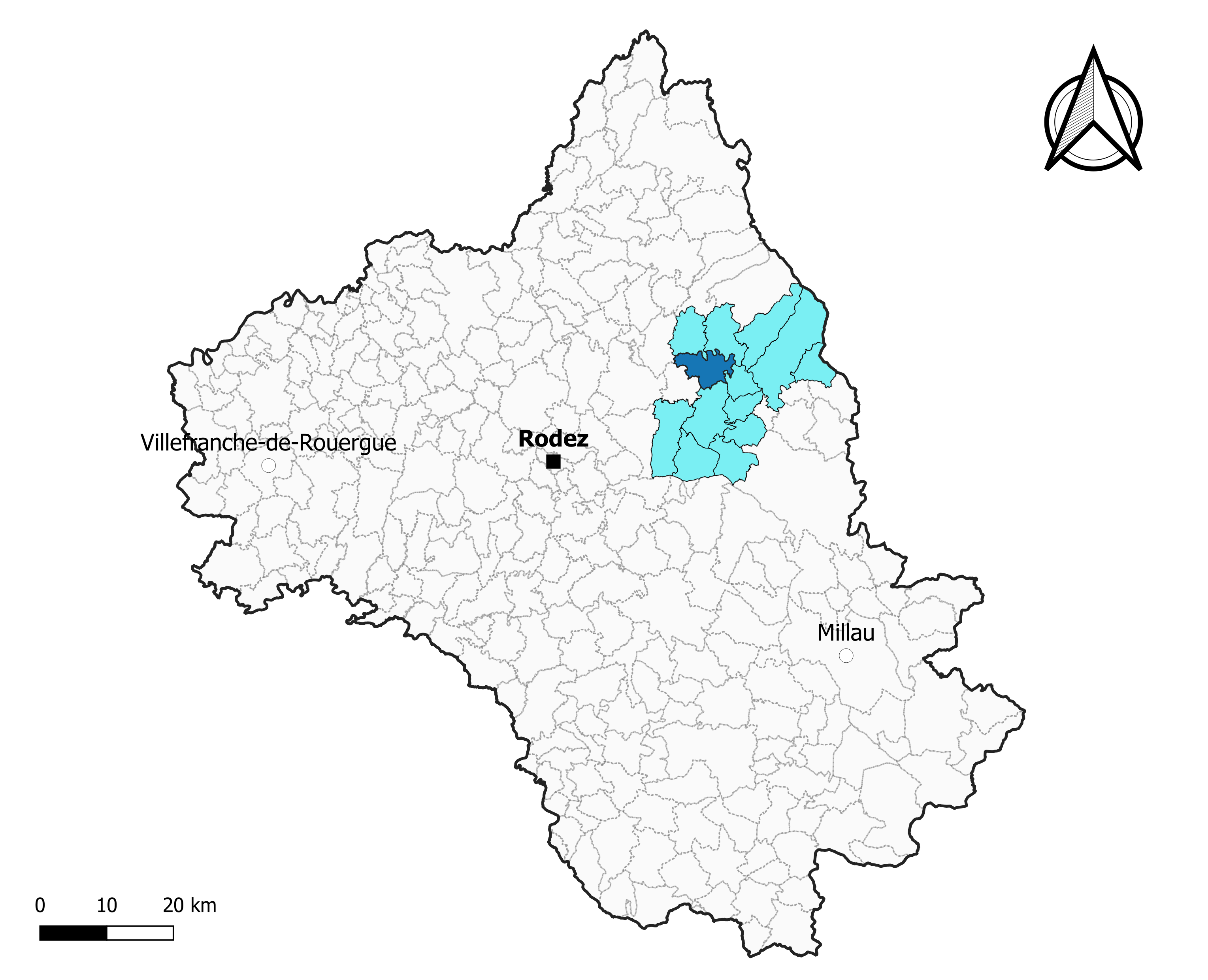
Lassouts dans le canton de Lot et Palanges en 2020.
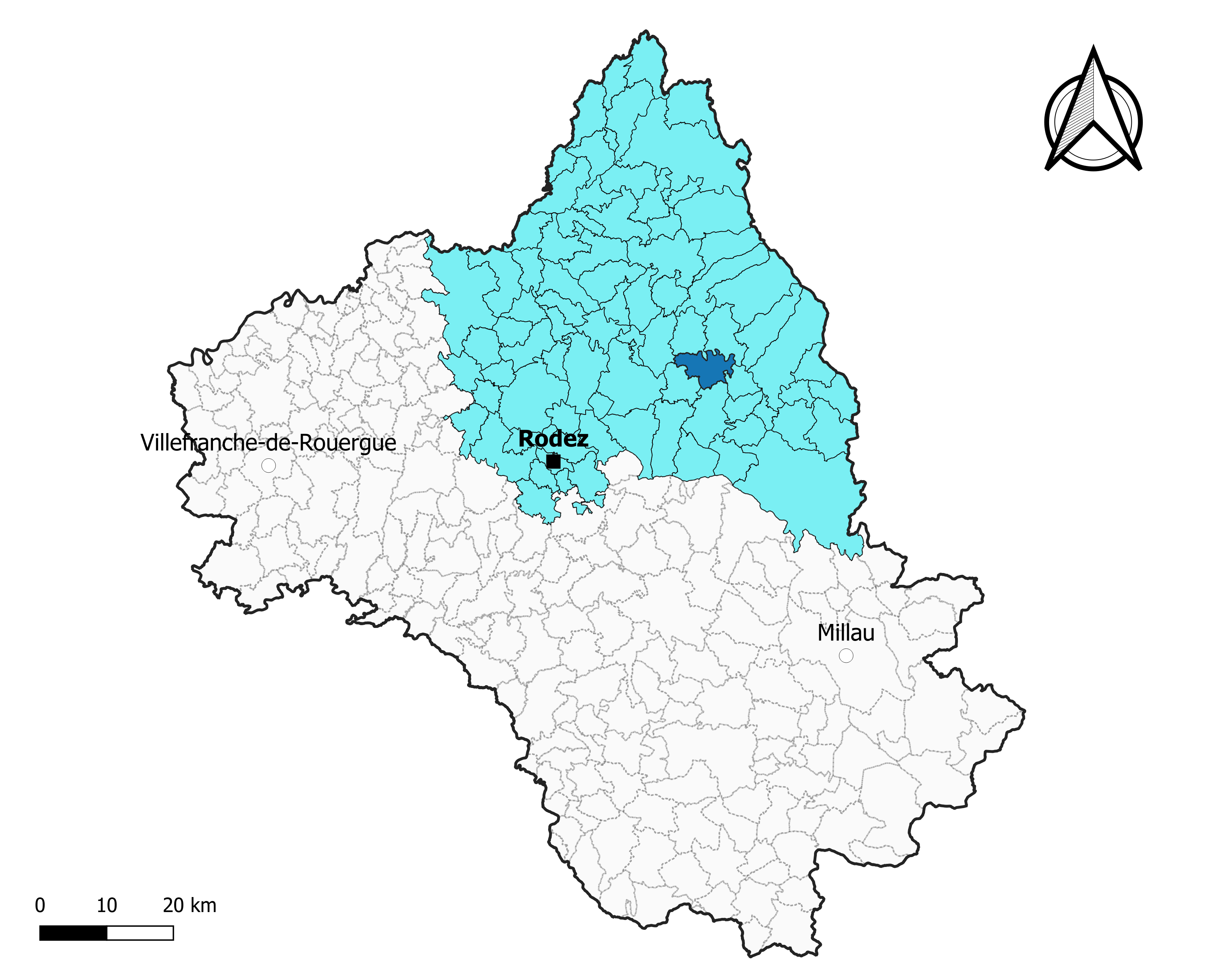
Lassouts dans l'arrondissement de Rodez en 2020.

### Élections municipales et communautaires

#### Élections de 2020
Le conseil municipal de Lassouts, commune de moins de 1 000 habitants, est élu au scrutin majoritaire plurinominal à deux tours avec candidatures isolées ou groupées et possibilité de panachage. Compte tenu de la population communale, le nombre de sièges à pourvoir lors des élections municipales de 2020 est de 11. La totalité des onze candidats en lice est élue dès le premier tour, le 15 mars 2020, avec un taux de participation de 66,56 %.
Élodie Gardes est élue nouvelle maire de la commune le 27 mai 2020.
Dans les communes de moins de 1 000 habitants, les conseillers communautaires sont désignés parmi les conseillers municipaux élus en suivant l’ordre du tableau (maire, adjoints puis conseillers municipaux) et dans la limite du nombre de sièges attribués à la commune au sein du conseil communautaire. Deux sièges sont attribués à la commune au sein de la communauté de communes Comtal Lot et Truyère.

#### Liste des maires
| Période                                  | Période  | Identité           | Étiquette | Qualité                               |
| ---------------------------------------- | -------- | ------------------ | --------- | ------------------------------------- |
| 1837                                     | 1860     | Jean-Joseph Ayral  |           |                                       |
| 1860                                     | 1865     | Théodore Combes    |           |                                       |
| 1865                                     | 1876     | Jean-Antoine Lacan |           |                                       |
| 1876                                     | 1884     | Pierre Lemouzy     |           |                                       |
| 1884                                     | 1892     | Régis Delbosc      |           |                                       |
| 1892                                     | 1904     | Pierre Lacan       |           |                                       |
| 1904                                     | 1924     | Jacques Talon      |           |                                       |
| 1925                                     | 1935     | André de Temontels |           |                                       |
| 1935                                     | 1942     | Marius Gayraud     |           |                                       |
| 1942                                     | 1964     | Gabriel Savy       |           |                                       |
| 1964                                     | 1971     | Marcel Lacaze      |           |                                       |
| 1971                                     | 2008     | Hubert Savy        |           | Pharmacien                            |
| 2008                                     | mai 2020 | Elodie Gardes      |           | Agricultrice exploitante              |
| mai 2020                                 | En cours | Élodie Gardes,     |           | Agricultrice sur moyenne exploitation |
| Les données manquantes sont à compléter. |          |                    |           |                                       |

## Population et société

### Démographie
L'évolution du nombre d'habitants est connue à travers les recensements de la population effectués dans la commune depuis 1793. Pour les communes de moins de 10 000 habitants, une enquête de recensement portant sur toute la population est réalisée tous les cinq ans, les populations de référence des années intermédiaires étant quant à elles estimées par interpolation ou extrapolation. Pour la commune, le premier recensement exhaustif entrant dans le cadre du nouveau dispositif a été réalisé en 2005.

En 2022, la commune comptait 318 habitants, en évolution de +9,28 % par rapport à 2016 (Aveyron : +0,37 %, France hors Mayotte : +2,11 %).
| 1793 | 1800 | 1841  | 1846  | 1851  | 1856  | 1861  | 1866  | 1872  |
| ---- | ---- | ----- | ----- | ----- | ----- | ----- | ----- | ----- |
| 850  | 625  | 1 139 | 1 140 | 1 127 | 1 145 | 1 173 | 1 093 | 1 048 |

| 1876  | 1881  | 1886  | 1891  | 1896 | 1901 | 1906 | 1911 | 1921 |
| ----- | ----- | ----- | ----- | ---- | ---- | ---- | ---- | ---- |
| 1 090 | 1 070 | 1 065 | 1 000 | 965  | 921  | 919  | 900  | 812  |

| 1926 | 1931 | 1936 | 1946 | 1954 | 1962 | 1968 | 1975 | 1982 |
| ---- | ---- | ---- | ---- | ---- | ---- | ---- | ---- | ---- |
| 778  | 791  | 801  | 744  | 691  | 613  | 513  | 420  | 382  |

| 1990 | 1999 | 2005 | 2006 | 2010 | 2015 | 2020 | 2022 | - |
| ---- | ---- | ---- | ---- | ---- | ---- | ---- | ---- | - |
| 349  | 326  | 318  | 313  | 320  | 298  | 315  | 318  | - |

### Sports
Le sport de quilles de huit est une évolution des anciens jeux à 9 quilles. C'est dans la région d'Espalion que les joueurs avaient pris l'habitude de "prendre quille", c’est-à-dire de prendre une des 9 quilles debout pour la frapper avec la boule. Aujourd'hui les quilles de huit sont la deuxième discipline sportive en Aveyron après le football et compte près de 4 500 licenciés en France.
Le jeu de quille de huit est le sport traditionnel à Lassouts.

## Économie

### Revenus
En 2018  (données Insee publiées en septembre 2021), la commune compte 135 ménages fiscaux, regroupant 305 personnes. La médiane du revenu disponible par unité de consommation est de 17 050 € (20 640 € dans le département).

### Emploi
| Division       | 2008  | 2013  | 2018  |
| -------------- | ----- | ----- | ----- |
| Commune        | 4,7 % | 5,3 % | 5,2 % |
| Département    | 5,4 % | 7,1 % | 7,1 % |
| France entière | 8,3 % | 10 %  | 10 %  |

En 2018, la population âgée de 15 à 64 ans s'élève à 165 personnes, parmi lesquelles on compte 77,6 % d'actifs (72,4 % ayant un emploi et 5,2 % de chômeurs) et 22,4 % d'inactifs,. Depuis 2008, le taux de chômage communal (au sens du recensement) des 15-64 ans est inférieur à celui de la France et du département.
La commune fait partie de la couronne de l'aire d'attraction d'Espalion, du fait qu'au moins 15 % des actifs travaillent dans le pôle,. Elle compte 61 emplois en 2018, contre 71 en 2013 et 64 en 2008. Le nombre d'actifs ayant un emploi résidant dans la commune est de 124, soit un indicateur de concentration d'emploi de 49,2 % et un taux d'activité parmi les 15 ans ou plus de 51,9 %.
Sur ces 124 actifs de 15 ans ou plus ayant un emploi, 53 travaillent dans la commune, soit 43 % des habitants. Pour se rendre au travail, 65,6 % des habitants utilisent un véhicule personnel ou de fonction à quatre roues, 8,4 % s'y rendent en deux-roues, à vélo ou à pied et 26 % n'ont pas besoin de transport (travail au domicile).

### Activités hors agriculture
24 établissements sont implantés  à Lassouts au 31 décembre 2019. Le tableau ci-dessous en détaille le nombre par secteur d'activité et compare les ratios avec ceux du département,.
Le secteur de l'industrie manufacturière, des industries extractives et autres est prépondérant sur la commune puisqu'il représente 45,8 % du nombre total d'établissements de la commune (11 sur les 24 entreprises implantées  à Lassouts), contre 17,7 % au niveau départemental.

### Agriculture
La commune est dans la « Viadène et vallée du Lot », une petite région agricole occupant le nord-ouest du département de l'Aveyron. En 2020, l'orientation technico-économique de l'agriculture  sur la commune est l'élevage de bovins, pour la viande.
|               | 1988  | 2000  | 2010  | 2020  |
| ------------- | ----- | ----- | ----- | ----- |
| Exploitations | 64    | 43    | 34    | 29    |
| SAU (ha)      | 2 085 | 1 955 | 2 081 | 1 971 |

Le nombre d'exploitations agricoles en activité et ayant leur siège dans la commune est passé de 64 lors du recensement agricole de 1988  à 43 en 2000 puis à 34 en 2010 et enfin à 29 en 2020, soit une baisse de 55 % en 32 ans. Le même mouvement est observé à l'échelle du département qui a perdu pendant cette période 51 % de ses exploitations,. La surface agricole utilisée sur la commune a également diminué de 2 085 ha en 1988 à 1 971 ha en 2020. Parallèlement la surface agricole utilisée moyenne par exploitation a augmenté, passant de 33 à 68 ha.

## Culture locale et patrimoine

### Lieux et monuments
- Église Notre-Dame de Notre-Dame-d'Albiac.

#### Église Saint-Jacques
Dédiée à saint Jacques le Majeur, l’église de Lassouts fut construite à la fin du XVe siècle. De style gothique, elle remplaçait un édifice roman du XIIe siècle dont il subsiste plusieurs vestiges.
Elle a été classée au titre des monuments historiques en 1927.

#### Château de Roquelaure
Le château, datant au moins du XIe siècle, remanié plusieurs fois, fut la résidence de la famille de Roquelaure. Cette famille se fondit à la famille de Bessuéjouls en 1592. À la Révolution, le château fut vendu par l’État. Peu à peu abandonné, il servit de carrière. Il finit par s’écrouler dans les années 1950. Depuis 1966, il est restauré par son actuel propriétaire. Il est classé au titre des monuments historiques depuis 1981 pour sa chapelle castrale.

#### Chapelle Saint-Laurent à Roquelaure
La chapelle romane du XIIe siècle est dédiée à saint Laurent. Classée au titre des monuments historiques en 1981, elle recèle un bas-relief représentant la Mise au tombeau du Christ (XVIe siècle).

#### Clapas de Thubiès
Amas de débris d'orgues basaltiques à l'ouest de Roquelaure où la végétation ne peut pas prendre racine à cause de ruisseaux souterrains balayant les débris fins.

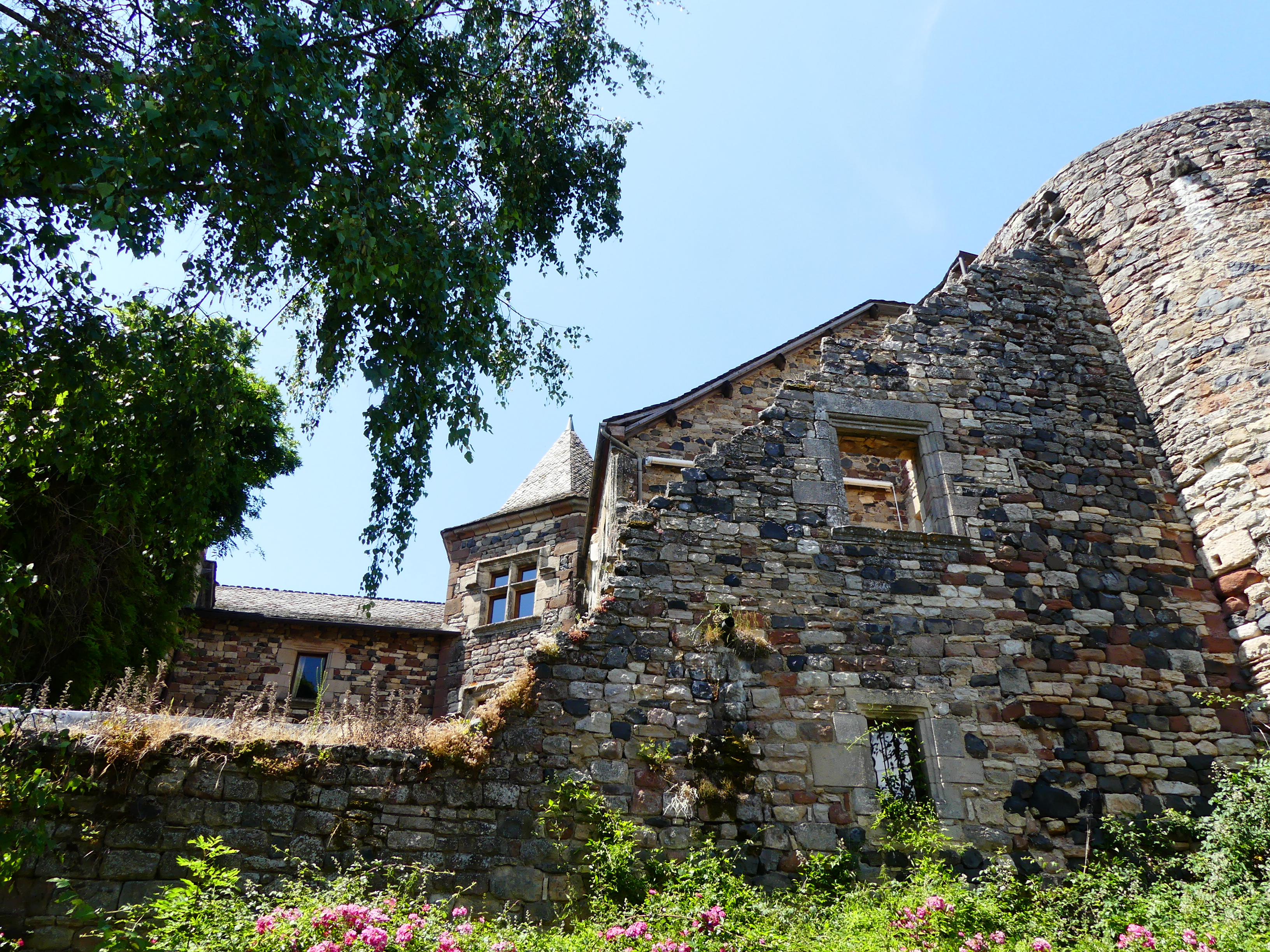
Le château de Roquelaure.
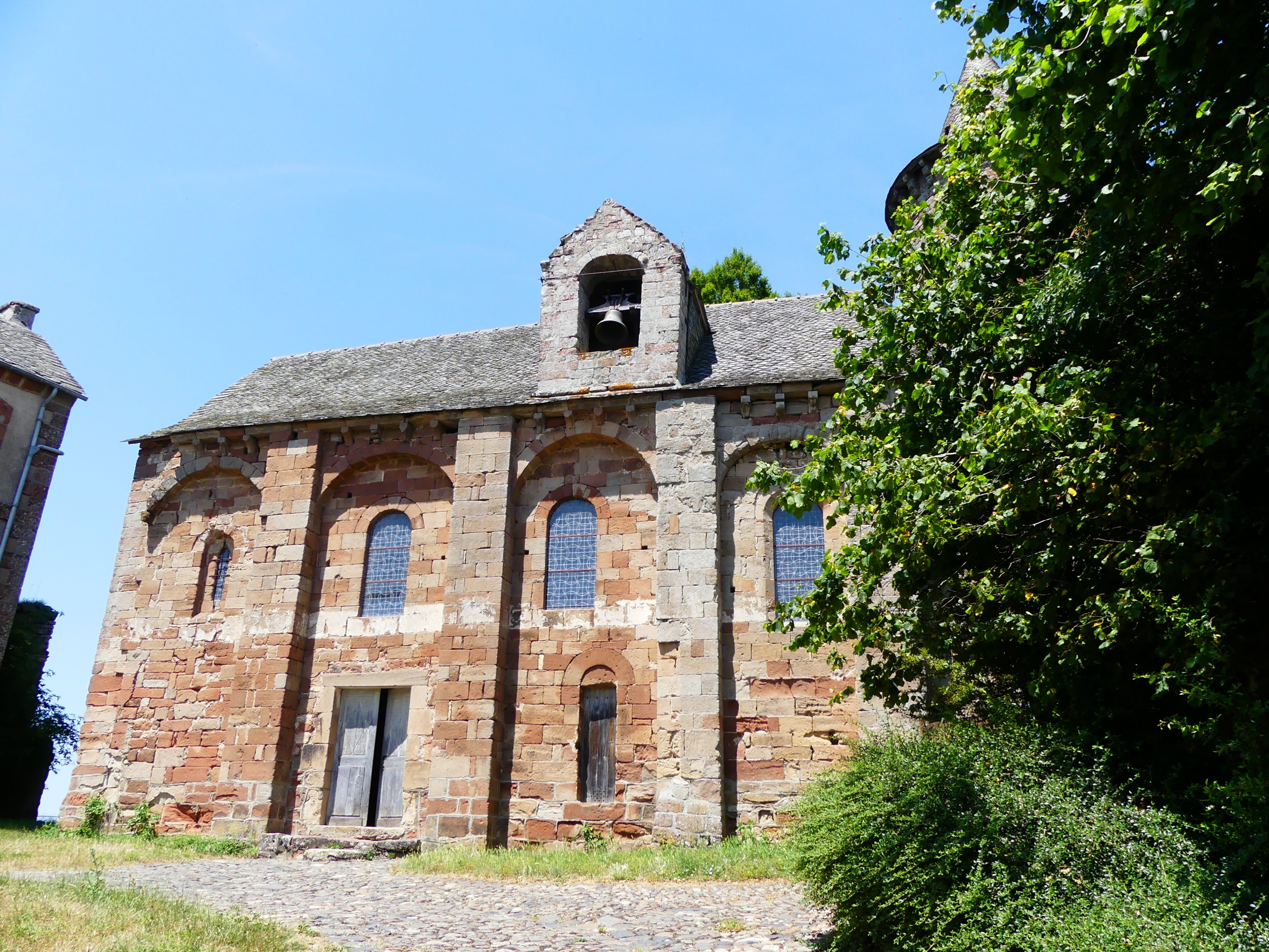
La chapelle Saint-Laurent de Roquelaure.
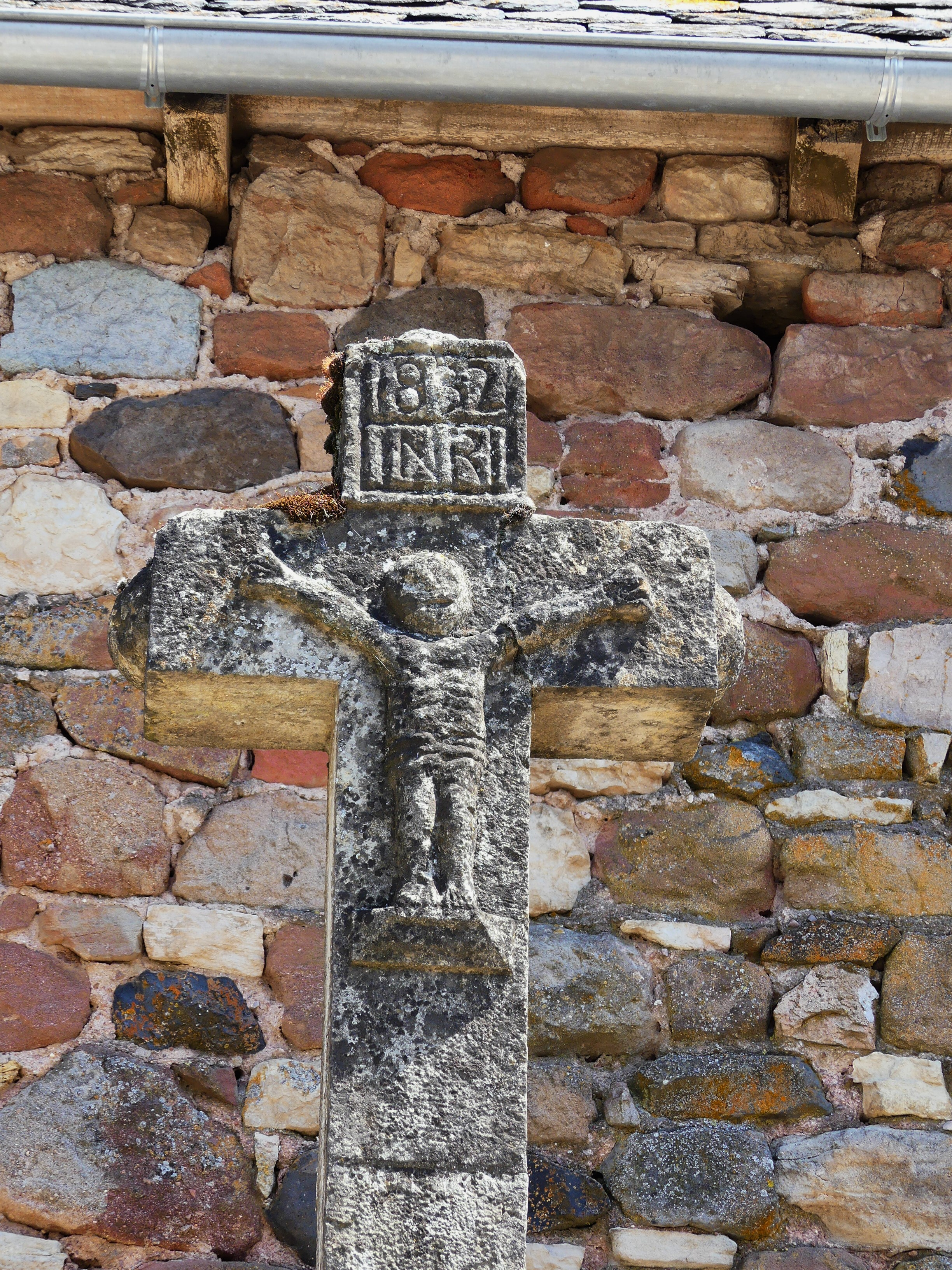
Croix à côté de la chapelle de Roquelaure.
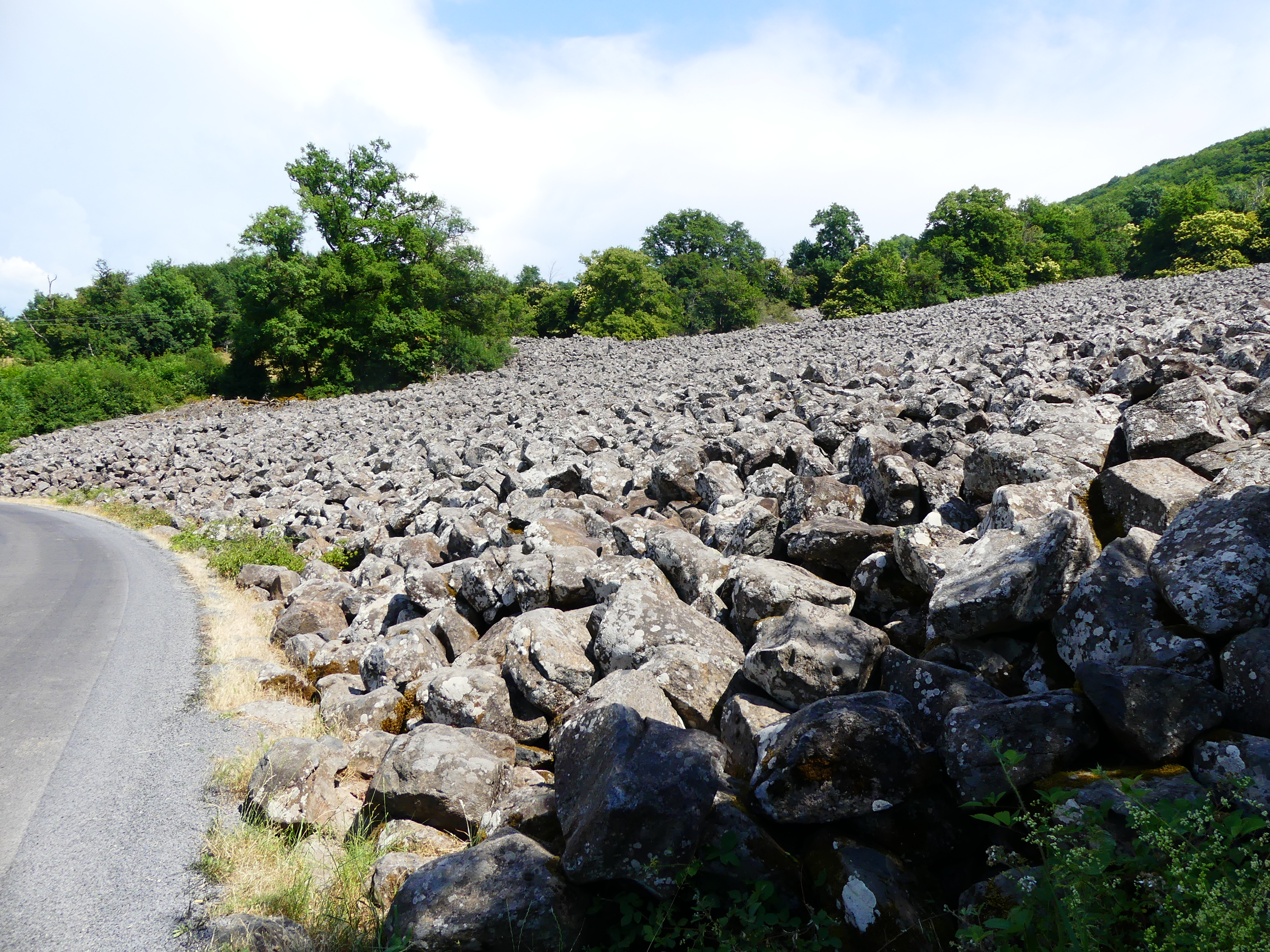
Le Clapas de Thubiès.

### Personnalités liées à la commune
- Armand de Roquelaure (1721-1818), évêque et académicien, est né à Lassouts.
- Clément Cabanettes (1851-1910), fondateur de la ville Pigüé en Argentine, est né à Lassouts.
- Jean Cottenet (1882-1942), artiste, y est mort.

### Héraldique
| Blason de Lassouts | Blason  | D’azur à trois rocs d’échiquier d’argent. L’écu est timbré d'une couronne murale d’or à trois tours crénelées et soutenu par deux branches de châtaignier d’or fruitées d’argent, croisées et liées en pointe en sautoir.                                                                    |
| Blason de Lassouts | Détails | Armes parlantes. Les armoiries sont celles de la famille de Roquelaure qui possédait des terres dans la commune. Les armoiries ont été adoptées par délibération municipale du 17 octobre 1954, approuvée par le préfet le 4 décembre 1954. Le statut officiel du blason reste à déterminer. |